# Proleurocerus litoralis
Proleurocerus litoralis is een vliesvleugelig insect uit de familie Encyrtidae. De wetenschappelijke naam is voor het eerst geldig gepubliceerd in 1996 door Hayat & Kazmi.